# کورکوت (گوموش‌حاجی‌کوی)
کورکوت (به ترکی استانبولی: Korkut) یک منطقهٔ مسکونی در ترکیه است که در گوموش‌حاجی‌کوی واقع شده‌است.